# Motocross Madness 2
Motocross Madness 2 est un jeu vidéo de course sorti en 2000 et fonctionne sur Windows. Le jeu a été développé par Rainbow Studios et édité par Microsoft Games.
Il s'agit de la suite de Motocross Madness.

## Système de jeu
Motocross Madness 2 propose différents modes de jeux (circuit, baja...). Le joueur dirige un pilote de moto sur divers circuits de motocross. Lorsque le pilote est éjecté de sa moto, il est remis sur la piste. Le joueur peut choisir les sponsors pour sa combinaison et sa moto. Le jeu ne cherche pas à être réaliste (malgré des graphiques et un pilotage assez évolués) mais est plus axé sur le fun que procure la conduite.

## Bande-son
La bande-annonce du jeu (vidéo de démarrage) est tirée du titre New Skin du groupe de funkcore Incubus.

## Accueil
- Gamekult : 8/10[2]